# Враский, Борис Алексеевич
Борис Алексеевич Враский (Врасский) (1795—1880) — чиновник особых поручений, издатель и литератор.

## Биография
Из дворян Тверской губернии. Детство провёл в Оренбурге (отец ― оренбургский гражданский губернатор). Выдержав экзамен в Комитете испытаний при Московском университете (1816), служил по гражданскому ведомству: член различных комитетов и комиссий, а с 1830 года состоял в Третьем отделении: экспедитор, старший чиновник (1841―1847), а затем (с 1856) чиновник для особых поручений. Действительный статский советник (с 1843). По совместительству библиотекарь Румянцевского музея (Петербург, 1856―1861). В 1847―1855 гг. и после выхода в отставку (1866) жил в Тверской губернии.
Литературную деятельность Враский начал переводами с французского языка: книги А. Грегуара «О влиянии христианской религии на состояние женщин» (1823), романа Ш. В. П. д'Арленкура «Пустынник дикой горы» (1824), военно-исторические статьи Я. Н. Толстого (1829). Благодаря приятельским отношениям с В. Ф. Одоевским (знакомство не позже 1828; состояли в родстве: женаты на сестрах Ланских), вошёл в литературно-деловое общение с Н. В. Гоголем, В. А. Жуковским, А. А. Краевским, Н. Ф. Павловым, М. П. Погодиным, А. С. Пушкиным. В 1829―1830 гг. издавал «Детский драматический вестник». Совместно с Одоевским издал два сборника «Детская книжка для воскресных дней» (1833―1834; поучительные рассказы, песни, игры, научно-популярные заметки), ставших заметным явлением в истории русской детской литературы. Враский ― кузен А. В. Браского, с которым Одоевский и Краевский собирались издавать журнал «Русский сборник» (не разрешён Николаем I). Вероятно, в 1836 году Враский стал содержателем «Гуттенберговской типографии» в Петербурге, в которой, в частности, печатался пушкинский «Современник». С 1839 года акционер журнала «Отечественные записки», принимавший участие в редакционных делах.
Умер в 1880 году. Похоронен в родовом селе Хранево Старицкого уезда Тверской губернии.